# Сиара
Сиара Принцес Харис (на английски: Ciara Princess Harris) е американска хип-хоп и поп певица.

## Биография
Родена е на 25 октомври 1985 г. във Форт Худ, щата Тексас, САЩ. Родителите ѝ Карлтън и Джаки Харис се местят постоянно и Сиара е заедно с тях в няколко щата, а дори и в Германия.
Издава дебютния си албум Goodies на 24 септември 2004 г. в Северна Америка и на 25 януари 2005 г. във Великобритания. Продава 3 милиона копия само в САЩ.
Вторият ѝ албум – „Ciara: The Evolution“ (2006) – е също толкова успешен. От него са хитовете Get up, Like a Boy , Can't leave 'em alone (c 50 Cent). Албумът става платинен.
Сиара е голяма фенка на Destiny's Child и обещава да направи група като тяхната. Моментът настъпва: „Hearsay“. Поради различия обаче групата се разпада много бързо. Сиара е продуцирана за първия си албум от Джаз Фа. Тя написва текста на хита Yeah, изпят от Ъшър.
През 2005 г. сингълът Goodies оглавява Billboard Hot 100. Сиара получава номинации за най-добър албум и най-развиващ се изпълнител.

## Кариера
Сиара печели първата си награда Грами за песента Lose Control с Миси Елиът.
С втория си албум „Ciara: The Evolution“ американката се опита да повтори и дори да задмине успеха на дебютната си тава „Goodies“, появила се на музикалния свят през 2005 година. Доказателство за тази „еволюция“ е пилотното парче, „обещаващата“ балада „Promise“, където с изкусителни танци 21-годишната певица иска да ни покани в страната на страстите.
И в този албум Сиара работи с продуцентите сътворили дебютния ѝ диск – Фаръл, Уил.ай.ем, 50 Сент и Камилионер. Освен че е копродуцент, младата певица е написала и всяка песен от албума. В „That’s Right“ тя разказва как жените съобразяват всяка своя стъпка с любимия човек, но е време това да се промени и да започнат да правят своите планове със старите си дружки. „Like a boy“ е друго парче, в което Сиара изразява идеите си за свободомислие и равноправие с мъжете. Става дума за нещата, които мъжете правят и които се считат за нормални в съвременния свят, но същите действия, извършени от жена не се приемат от обществото.

## Дискография

### Студийни албуми
- „Goodies“ (2004)
- „Ciara: The Evolution“ (2006)
- „Fantasy Ride“ (2009)
- „Basic instinct“ (2010)
- „Ciara“ (2013)
- „Jackie“ (2015)

### Компилации
- „Playlist: the Very Best of Ciara“ (2012)

### Видео албуми
- „Goodies: The Videos & More“ (2005)

### Сингли
- „Goodies“ (2004)
- „1, 2 Step“ (2004)
- „Oh“ (2005)
- „And I“ (2005)
- „Get Up“ (2006)
- „Promise“ (2006)
- „Like a Boy“ (2007)
- „Can't Leave 'em Alone“ (2007)
- „Go Girl“ (2008)
- „Never Ever“ (2009)
- „Love Sex Magic“ (2009)
- „Like a Surgeon“ (2009)
- „Work“ (2009)
- „Ride“ (2010)
- „Speechless“ (2010)
- „Gimmie Dat“ (2010)
- „Sorry“ (2012)
- „Got Me Good“ (2012)
- „Body Party“ (2013)
- „I'm Out“ (2013)
- „Overdose“ (2013)
- „I Bet“ (2015)
- „Let's Dance Like We're Making Love“ (2015)

## Видеоклипове
| Видеоклип                 | Премиера | Албум                |
| ------------------------- | -------- | -------------------- |
| Goodies                   | 2004     | Goodies              |
| 1, 2 step                 | 2004     | Goodies              |
| Oh                        | 2005     | Goodies              |
| And I                     | 2005     | Goodies              |
| Get up                    | 2006     | Ciara: The evolution |
| Promise                   | 2006     | Ciara: The evolution |
| Like a boy                | 2007     | Ciara: The evolution |
| Can't leave 'em alone     | 2007     | Ciara: The evolution |
| That's right              | 2007     | Ciara: The evolution |
| Go girl                   | 2008     | Fantasy ride         |
| Never ever                | 2009     | Fantasy ride         |
| Love sex magic            | 2009     | Fantasy ride         |
| Work                      | 2009     | Fantasy ride         |
| Basic instinct (U got me) | 2010     | Basic instinct       |
| Ride                      | 2010     | Basic instinct       |
| Speechless                | 2010     | Basic instinct       |
| Gimmie dat                | 2010     | Basic instinct       |
| Sorry                     | 2012     | -                    |
| Got me good               | 2012     | -                    |
| Body party                | 2013     | Ciara                |
| I'm out                   | 2013     | Ciara                |

## Турнета
- „Ciara: Live in Concert“ (2006)
- „Screamfest '07“ (2007)
- „Jay-Z & Ciara Live“ (2009)